# 58095 Оранієнштайн
58095 Оранієнштайн (58095 Oranienstein) — астероїд головного поясу, відкритий 19 вересня 1973 року.
Тіссеранів параметр щодо Юпітера — 3,040.
Назва бере початок від назви нім. Oranienstein — німецького замку в стилі бароко, що знаходиться на річці Лан поблизу міста Діц (нім. Diez).